# Cristina García Rodero
Cristina García Rodero (* 14. října 1949, Puertollano, Ciudad Real) je španělská fotografka. Je členkou agentury Magnum Photos a Vu.

## Život a dílo
Od roku 2005 je členkou agentury Magnum Photos.

## Ocenění
Cristina García Rodero získala řadu ocenění, včetně:
- 1996, Národní fotografická cena Španělska, udělilo Španělské ministerstvo kultury
- 1993, cena World Press Photo, kategorie umění
- 1990, Cena Ericha Salomona
- 1989
  - Cena W. Eugena Smithe
  - Cena Prix du meilleur livre, Rencontres d'Arles

## Sbírky
Díla Garcii Roderové jsou součástí mnoha sbírek ve Španělsku, jako je například Musée Reina Sofía, Institut valencien d'art moderne, MUSAC (León), Musée de las Peregrinaciones Saint-Jacques de Compostelle nebo nadace Fondation Banesto à Madrid.
V zahraničí jsou její práce v muzeích jako jsou například následující:
- Museum of Fine Arts, Houston
- Getty Center
- W. Eugene Smith Memorial Fund
- Centre international de la photographie, New York
- George Eastman House
- Maison européenne de la photographie, Lausanne
- Collection de l’Imagerie, Trégor

## Publikace
- GARCÍA RODERO, C.: España oculta, Ed. Lunwerg S.L., Barcelona, 1989, 1998 ISBN 84-7782-779-6
- GARCÍA RODERO, C.: Grabarka, o monte das 600 cruces : unha peregrinación ortodoxa en Polonia, Ed. Xunta de Galicia, Santiago de Compostela, 2000 ISBN 84-453-2846-8
- GARCÍA RODERO, C.: Lo Festivo y lo Sagrado, Ed. Consejería de Cultura de la Comunidad de Madrid, Madrid, 2001
- GARCÍA RODERO, C.: Cristina García Rodero, Ed. La Fábrica, Madrid, 2004 ISBN 84-95471-92-2
- GARCÍA RODERO, C.: A peregrinación a Santiago en Haití, Ed. Xunta de Galicia, Santiago de Compostela, 2004 ISBN 84-453-3832-3
- GARCÍA RODERO, C.: Benicàssim. El Festival, Ed. ACTAR, Barcelona, 2007 ISBN 978-84-96954-27-4
- GARCÍA RODERO, C.: Trastempo, Ed. La Fábrica, Madrid, 2010 ISBN 978-84-453-4956-4